# Сиволоб Андрій Володимирович
Сиволоб Андрій Володимирович (*2 березня 1960, м. Іловайськ, Донецька область) — доктор біологічних наук, професор Київського національного університету, генетик, біофізик, дослідник надмолекулярної будови ДНК і структури хроматину.

## Коротка біографія
- 1982 — закінчив біологічний факультет Київського національного університету ім. Тараса Шевченка, кафедру біофізики[1].
- 1985 — закінчив аспірантуру Київського національного університету ім. Тараса Шевченка.
- З 1985 — працює в науково-дослідній лабораторії «Генетики індивідуального розвитку».
- 1985–1988 — молодший науковий співробітник.
- 1988–1989 — науковий співробітник.
- 1989–1993 — старший науковий співробітник.
- 1993–2001 — провідний науковий співробітник.
- 1996, 1998–2000 — пройшов стажування в Інституті Жака Моно (Париж, Франція).
- 2001–2007 — працював на посаді доцента.
- З 2007 — професор кафедри загальної та молекулярної генетики.
- 1985 — захистив кандидатську дисертацію за темою «Структурні зміни комплексів гістона Н1 з ДНК і полінуклеосомами».
- 2006 — захистив докторську дисертацію «Молекулярні механізми структурної динаміки хроматину».

## Наукові інтереси
- Механізми білково-нуклеїнових взаємодій
- Структурна організація хроматину
- Топологія циркулярної ДНК
- Структура та фізичні властивості ДНК

## Викладацька робота
Читає загальні курси «Молекулярна біологія» та «Біотехнологія», спецкурси «Фізичні методи дослідження», «Молекул. організація хроматину», «Фізична хімія біополімерів», «Білково-нуклеїнові взаємодії».

## Основні праці
Підручники
- 1. Генетика / А. В. Сиволоб, С. Р. Рушковський, С. С. Кир'яченко та ін. ; за ред. А. В. Сиволоба, — К. : Видавничо-поліграфічний центр «Київський університет», 2008, 320 с.
- 2. Сиволоб, А. В. Молекулярна біологія. — К. : Видавничо-поліграфічний центр «Київський університет», 2008, 384 с.
- 3. Сиволоб, А. В. Фізика ДНК. — К. : Видавничо-поліграфічний центр «Київський університет», 2011, 335 с.

Статті
- 1. Sivolob A.V., Khrapunov S.N. (1995) Translational positioning of nucleosomes on DNA: the role of sequence-dependent isotropic DNA bending stiffness. J. Mol. Biol., 247, 918—931. doi:10.1006/jmbi.1994.0190
- 2. Sivolob A., Khrapunov S.N. (1997) Electrostatic contribution to the bending of DNA. Biophys. Chemistry, 67, 85-96. doi:10.1016/S0301-4622(97)00022-7
- 3. Khrapunov S.N., Dragan A.I., Sivolob A.V., Zagariya A.M. (1997) Mechanisms of stabilizing nucleosome structure. Study of dissociation of histone octamer from DNA. Biochim. Biophys. Acta, 1351, 213—222. doi:10.1016/S0167-4781(96)00199-6
- 4. Sivolob A., De Lucia F., Révet B., Prunell A. (1999). Nucleosome dynamics. II High flexibility of nucleosome entering and exiting DNAs to positive crossing. An ethidium bromide fluorescence study of mononucleosomes on DNA minicircles J. Mol. Biol, 285, 1081—1099. doi:10.1006/jmbi.1998.2380
- 5. De Lucia F., Alilat M., Sivolob A., Prunell A. (1999) Nucleosome dynamics III. Histone tail-dependent fluctuation of nucleosomes between open and closed DNA conformations. Implication for chromatin dynamics and the linking number paradox. A relaxation study of mononucleosomes on DNA minicircles. J. Mol. Biol., 285, 1101—1119. doi:10.1006/jmbi.1998.2382
- 6. Alilat M., Sivolob A., Révet B., Prunell A. (1999) Nucleosome dynamics IV. Protein and DNA contributions in the chiral transition of the tetrasome, the histone (H3-H4)2 tetramer-DNA particle. J. Mol. Biol., 291, 815—841. doi:10.1006/jmbi.1999.2988
- 7. Sivolob A., Prunell A. (2000) Nucleosome dynamics V. Ethidium bromide versus histone tails in modulating ethidium bromide-driven tetrasome chiral transition. A fluorescence study of tetrasome on DNA minicircles. J. Mol. Biol., 295, 41-53. doi:10.1006/jmbi.1999.3301
- 8. Sivolob A., De Lucia F., Alilat M., Prunell A. (2000) Nucleosome dynamics VI. Histone tail regulation of tetrasome chiral transition. A relaxation study of tetrasomes on DNA minicircles. J. Mol. Biol., 295, 55-70. doi:10.1006/jmbi.1999.3302
- 9. Sivolob A., Lavelle C., Prunell A. (2003) Sequence-dependent nucleosome structural and dynamic polymorphism. Potential involvement of histone H2B N-terminal tail proximal domain. J. Mol. Biol., 326, 49-63. doi:10.1016/S0022-2836(02)01372-4
- 10. Sivolob A., Prunell A. (2003) Linker histone-dependent organization and dynamics of nucleosome entry/exit DNAs. J. Mol. Biol., 326, 1025—1040. doi:10.1016/S0022-2836(03)00831-3
- 11. Dragan A.I., Potekhin S.A., Sivolob A.V., Lu M., Privalov P.L. (2004) Kinetics and thermodynamics of the unfolding and refolding of the three-stranded α-helical coiled coil, Lpp-56. Biochemistry, 43, 14891-14900. doi: 10.1021/bi048365+
- 12. Prunell A., Sivolob A. (2004) Paradox lost: nucleosome structure and dynamics by the DNA minicircle approach. In: Zlatanova J., Leuba S.H. (Eds) Chromatin structure and dynamics: state-of-the-art, Elsevier B.V., Amsterdam, P.45-74. doi:10.1016/S0167-7306(03)39003-9
- 13. Sivolob A., Prunell A. (2004) Nucleosome conformational flexibility and implications for chromatin dynamics. Phil. Trans. Roy. Soc. Lond. A, 362, 1519—1547. doi:10.1098/rsta.2004.1387
- 14. Conde e Silva N., Black B.E., Sivolob A., Filipski J., Cleveland D.W., Prunell A. (2007) CENP-A-containing nucleosomes: easier disassembly versus exclusive centromeric localization. J. Mol. Biol., 13, 555—573. doi:10.1016/j.jmb.2007.04.064
- 15. Bancaud A., Wagner G., Conde e Silva N., Lavelle C., Wong H., Mozziconacci J., Barbi M., Sivolob A., Le Cam E., Mouawad L., Viovy J.-L., Victor J.-M., Prunell A. (2007) Nucleosome chiral transition under positive torsional stress in single chromatin fibers. Mol. Cell., 27, 135—147. doi:10.1016/j.molcel.2007.05.037
- 16. Sivolob A., Lavelle C., Prunell A. (2009) Flexibility of nucleosomes on topologically constrained DNA. IMA Volumes in Mathematics and its Applications, Vol. 150 (Eds. C.J.Benham, S.Harvey, W.Olson, D.W.Sumners, D.Swigon), Springer-Verlag, New York, P. 251—291. pdf
- 17. Afanasieva K., Zazhytska M., Sivolob A. (2010) Kinetics of comet formation in single-cell gel electrophoresis: Loops and fragments. Electrophoresis, 31, 512—519. doi: 10.1002/elps.200900421